# Pobrzeże Gdańskie
Pobrzeże Gdańskie, nazývané také Pobrzeże Wschodniopomorskie, německy Danziger Becken a česky Gdaňské pobřeží, je geomorfologická oblast (makroregion) na pobřeží Gdaňského zálivu Baltského moře v severním Polsku a východním Rusku. Má polské geomorfologické značení 313.5. Geograficky se nachází v geomorfologické subprovincii Jihobaltské pobřeží, která je součástí rozlehlé Středoevropské nížiny, a také v Pomořském vojvodství, Varmijsko-mazurském vojvodství a Kaliningradské oblasti. Menší části makroregionu se nachází v etnickém regionu Kašubsko a historickém regionu Varmie.

## Popis
Pobřeží je charakteristické písčitými břehy s dlouhými plážemi a několika ikonickými kosami (Helská kosa, Viselská kosa a Rewská kosa). Největšími městy makroregionu jsou Gdańsk, Gdyně, Elbląg a Sopoty. Největší řekou je veletok Visla, který zde ústí svou deltou do Gdaňské zátoky. Povrch byl utvářen blízkým Baltským mořem a ledovcem v době ledové.

### Členění
Pobrzeże Gdańskie se obvykle člení na 7 mezoregionů:
- Pobrzeże Kaszubskie (Kašubské pobřeží) 313.5
- Mierzeja Helska 313.52
- Mierzeja Wiślana 313.53
- Żuławy Wiślane 313.54
- Wysoczyzna Elbląska 313.55
- Równina Warmińska 313.56
- Wybrzeże Staropruskie 313.57

## Galerie

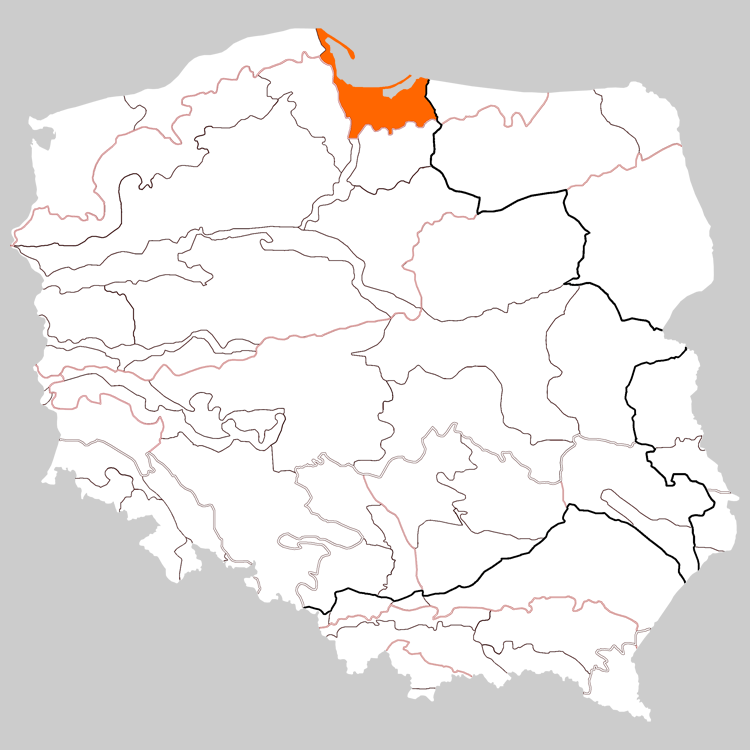
Mapa polohy v celém Polsku
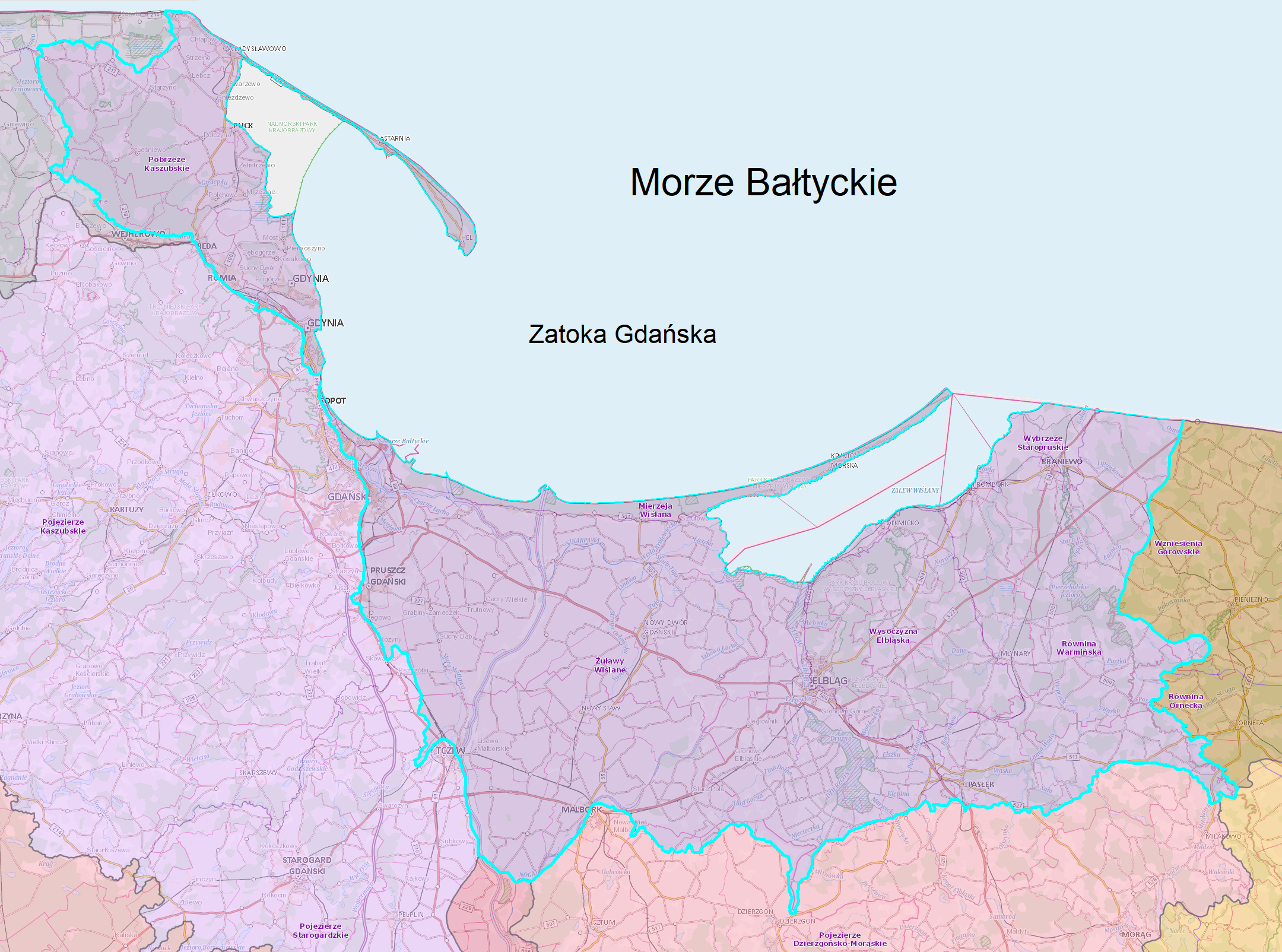
Mapa oblasti